# Dhulchand Damor
Dhulchand Damor, född 8 augusti 1964, är en indisk bågskytt. Han deltog vid olympiska sommarspelen 1992.